# Praskovja Saltykova
Praskovja Fjodorovna Saltykova (ryska: Прасковья Фёдоровна Салтыкова), född 12 oktober 1664, död 24 oktober 1723, var en rysk kejsarinna (tsaritsa), gift med tsar Ivan V, mor till kejsarinnan Anna Ivanovna, mormor till Anna Leopoldovna. 

## Biografi
Praskovja Saltykova blev gift med Ivan 1684. Paret fick hade fem döttrar, av vilka Anna blev monark år 1730, och Katarina blev mor till regenten Anna Leopoldovna. 
Hon blev änka år 1696. Hon hade som änka ett förhållande med adelsmannen Vasilij Jusjkov, som ingick i hennes hov.
Praskovja Fjodorovna hade stor respekt för sin svåger Peter den store. Efter att Peter skilde sig från sin första hustru 1696, och innan han gifte sig med sin andra år 1713, var hon Rysslands enda kejsarinna. Det blev en viktig position efter Peter den stores reformer, som introducerade västerländsk kunglig representation i Ryssland. Praskovja fick därför representativa uppgifter av Peter. Hon höll hov i Moskva och sedan i Sankt Petersburg, där hon i egenskap av kejsarinna formellt tog emot europeiska sändebud i audiens enligt mönster från västra Europa på Peters önskan. 
Peters döttrar Elisabet av Ryssland och Anna Petrovna blev uppfostrade vid hennes hov. Peter arrangerade också enligt mönster från Europa äktenskap för hennes döttrar med europeiska furstar. 
Praskovja Saltykova avled 1723. Hennes dotter Anna besteg tronen sju år senare. 